# Песковский район
Песковский район — административно-территориальная единица в составе Центрально-Чернозёмной, Воронежской и Балашовской областей, существовавшая в 1929—1959 годах. Центр — село Пески.
Песковский район был образован в 1929 году в составе Борисоглебского округа Центрально-Чернозёмной области. 30 июля 1930 года в связи с ликвидацией окружной системы в СССР Песковский район перешёл в прямое подчинение Центрально-Чернозёмной области.
13 июня 1934 года Песковский район вошёл в состав Воронежской области.
7 марта 1941 года часть из части территории Песковского района был образован Байчуровский район.
По данным 1945 года Песковский район делился на 7 сельсоветов: Кардаильский, Мазурский, Песковский 1-й, Песковский 2-й, Самодуровский, Танцирейский и Третьяковский.
6 января 1954 года Песковский район был передан в Балашовскую область, но уже 19 ноября 1957 года был возвращён в Воронежскую область.
4 марта 1959 года Песковский район был упразднён, а его территория разделена между Поворинским районом и городом Борисоглебском.